# کاتوروپیتیا
کاتوروپیتیا (به لاتین: Kathurupitiya) یک منطقهٔ مسکونی در سری‌لانکا است که در استان مرکزی (سری‌لانکا) واقع شده‌است.